# Gheorghe Urschi
Gheorghe Urschi (n. 18 ianuarie 1948, Cotiujenii Mari, raionul Șoldănești, RSS Moldovenească, URSS) este un actor, regizor și umorist din Republica Moldova. Este supranumit „Regele umorului moldovenesc” sau „Regele umorului din Republica Moldova”.

## Biografie
Gheorghe Urschi s-a născut la data de 18 ianuarie 1948, în satul Cotiujenii Mari din raionul Șoldănești. A urmat cursuri de actorie la Școala de teatru „Boris Șciukin” din Moscova (1965–1969).
După absolvirea studiilor la Moscova, a fost angajat ca actor la Teatrul „Luceafărul” din Chișinău. A jucat în multe piese de teatru și a regizat zeci de spectacole: Steaua fără nume (Șeful gării), Serghei Lazo (Comisarul), Jucării de oțel (Christas), Jocul dragostei și al întâmplării (Arlequin).
De-a lungul celor peste 40 de ani de activitate, a scris cărți și piese de teatru, a realizat numeroase emisiuni și concerte. El a scris piesele de teatru: Mezinul (1979), Vom trăi și vom vedea (1986), Testamentul (1992), Testamentul – 2 (2001), Doi cocori, două viori (2003), Și iar Chirița! (2006) și o duzină de piese pentru copii; pe unele dintre acestea le-a regizat și a jucat în ele. Testamentul este un record pentru scena basarabeană – se joacă de 30 ani.
Gheorghe Urschi a scris câteva volume de nuvele: Dealul fetelor (1977); Insula adolescenței (1980); Băiatul cu ghitara (1981); Cazuri și necazuri (1986); Eu sar de pe fix (1995), Scrieri alese în 3 volume (2008). Primul volum al „Scrierilor alese” conține nuvele și povestiri, al doilea piese de teatru și al treilea scheciuri, monologuri și miniaturi. De asemenea, prin anii '70–'80 Gheorghe Urschi a tradus multă literatură din limba rusă: Maksim Gorki, Vampilov, Astafiev etc. A scris versuri și muzică pentru mai multe cântece, piese de muzică ușoară și romanțe.
De asemenea, a scris scenariile și a regizat trei filme: Cine arvonește, acela plătește (1989), Văleu, văleu, nu turna! (1991) și Fenta (2004).
A devenit vestit și datorită emisiunii televizate Teatrul de miniaturi, precum și concertelor susținute prin satele Moldovei în anii ’80–’90 cu Maria Urschi, soție și o mare actriță și duetele cu Iurie Sadovnic, cu Doina și Ion Aldea-Teodorovici. Urschi este cunoscut în special ca realizator de emisiuni umoristice, în care ia în derâdere prostia omenească, rusismele, lenea, îngâmfarea, beția, corupția ș.a. și în care juca alături de actorii Vitalie Rusu, Gheorghe Pârlea și alții.
Gheorghe Urschi este membru al Uniunii Teatrale și Uniunii Scriitorilor din Moldova.
În iunie 2011 a suferit un atac cerebral, urmând un an de spitalizare, printre care 4 luni la o clinică de reabilitare în Israel.
In 2008 a fost apreciat cu distincțiile: Cavaler al Ordinului Republicii. 
La 20 iulie 2012, Președintele Republicii Moldova Nicolae Timofti i-a conferit titlul de „Artist al poporului” pentru succese în activitatea de creație și merite în dezvoltarea genului satirico-artistic.
Pe 18 ianuarie 2014, de ziua sa de naștere, a devenit cetățean de onoare al municipiului Chișinău.
Din 26 august 2019 Gheorghe Urschi este Laureat al Premiului Național.
Gheorghe Urschi a fost căsătorit cu Maria Urschi până la moartea acesteia, la 9 august 2024. Are două fiice, Laura și Liliana.. Cuplul Urschi a fost în relație de prietenie cu cuplul Ion Aldea-Teodorovici și Doina Aldea-Teodorovici

## Interviu
„-V-a plăcut din totdeauna să faceți oamenii să râdă?
-Da! M-am și certat pe chestia aceasta cu niște colegi de-ai mei care ziceau: “Atâta scop urmărești. Să râdă lumea”. Dacă asta e puțin, mai mult nu știu să fac. Când vedeam oamenii râzând în jurul meu aveam senzația că nu chiar degeaba m-a făcut mama pe lumea asta. Este senzația care mă urmărește până în ziua de azi. În această sărăcie în care trăim și în această țară depopulată dacă merg într-un sat și adun două sute de oameni, jumătate bătrâni, jumătate tineri și ei râd două ore cu mine, orice ar zice criticii, experții, elitarii care despică firul în patru, eu consider că știu să fac un lucru mare. Sigur aș putea să fac și umor pentru critici, să stea criticii în sală toți și elitarii, aceștia care gustă ceea ce nici nu-i, s-o scriu pentru ei. Și ei să recunoască în unanim că acesta e un mare talent, dar să nu râdă nimeni. Prefer să merg acolo unde râde toată lume. Pentru popor, așa cum lucrez eu în scenă, înseamnă toți să râdă, dar aceștia să zică: “Ei prostii. Se coboară la nivelul… coboară ștacheta!” Cobor tot și ridic tot, tot eu la loc. Dar să fiu auzit și cu oamenii aceia care stau două ore în sală de dragul meu să se întâmple ceva.”

## Aprecieri critice
„Gheorghe Urschi este regele umorului din R. Moldova. El scrie piese, le regizează, și tot el le joacă. Umorul lui nu este răutăcios. Ce să vă mai spun... Puțini sunt ca el. Le-aș sugera celor de la televiziune să-l tolereze, să nu-l scoată din grila de emisiuni, pentru că un al doilea Urschi nu avem.”—Gheorghe Pârlea
„Umorul individualizează stilul oral al povestirilor lui Urschi. Citindu-i povestirile, îi simți zâmbetul printre rânduri. El râde și atunci când țese crâmpeie dramatice ori tragice.”—Ariadna Șalari

## Filmografie
- Cine arvonește, acela plătește (1989)
- Văleu, văleu, nu turna! (1991)
- Fenta (2004)

## Scrieri
- Dealul fetelor / Nuvele – Chișinău: Literatura artistică, 1977–173 p.
- Insula adolescenței – Chișinău: Literatura artistică, 1980–114 p.
- Băiatul cu ghitara – Chișinău: Literatura artistică, 1981–83 p.
- Cazuri și necazuri / Scheciuri și povestiri umoristice – Chișinău: Literatura artistică, 1986–90 p.
- Eu sar de pe fix!: Scheciuri, monologuri și trăsnai: (Repertoriu format de-a lungul anilor) – Chișinău: Fundația de cultură „Vatra”, 1995–238 p. ISBN 5-7790-0284-3
- Scrieri – Chișinău: Prometeu, 2007. ISBN 978-9975-919-63-0